# The Bridge (Billy-Joel-Album)
The Bridge ist das zehnte Studioalbum des US-amerikanischen Musikers Billy Joel.

## Entstehung
Joel nahm 1985 die Arbeiten an dem Album auf und schloss diese bereits Anfang 1986 ab. Auf dem Album sind verschiedene Gastmusiker zu hören, beispielsweise Jazz-Legende Ray Charles, der sein Klavierspiel und Gesang zu „Baby Grand“ beisteuerte, oder Steve Winwood, der die Hammond-Orgel in „Getting Closer“ bediente. Das letzte Stück, das für „The Bridge“ aufgenommen wurde, war „Code Of Silence“, ein Titel den Joel zusammen mit der Sängerin Cyndi Lauper verfasst hatte. Lauper ist im Song zudem als Backgroundsängerin zu hören.
Im Musikvideo zur Hitsingle „A Matter Of Trust“ entfernte sich Joel von seinem Image als „Piano Man“, da er im Clip eine handsignierte Gibson Les Paul spielte statt wie gewohnt am Klavier zu sitzen. Im Song „Big Man on Mulberry Street“ setzt sich der Musiker zudem mit seiner Kindheit auf den Straßen der Orte, an denen er und seine Familie lebten, auseinander.

## Veröffentlichung
Obwohl „The Bridge“ einen Platz in den Top 10 der US-amerikanischen Album-Charts erreichen konnte, konnte die Platte nicht an den Erfolg ihrer Vorgänger anknüpfen. Die Single-Auskopplungen „A Matter of Trust“ und „Modern Woman“ belegten jeweils den zehnten Platz der Billboard-Charts, zudem erschien die Ballade „This Is the Time“ als Single und erreichte immerhin den 18. Platz der Single-Charts.

## Titelliste
1. Running on Ice – 3:15
2. This Is the Time – 4:59
3. A Matter of Trust – 4:09
4. Modern Woman – 3:48
5. Baby Grand – 4:02
6. Big Man on Mulberry Street – 5:26
7. Temptation – 4:12
8. Code of Silence – 5:15
9. Getting Closer – 5:00

Sowohl die Musik als auch die Texte aller Titel, mit Ausnahme von „Code of Silence“, den der Musiker zusammen mit Cyndi Lauper verfasste, stammen von Billy Joel.

## Rezeption

### Charts und Chartplatzierungen
| ChartsChartplatzierungen       | Höchstplatzierung | Wochen |
| ------------------------------ | ----------------- | ------ |
| Deutschland (GfK)              | 34 (9 Wo.)        | 9      |
| Österreich (Ö3)                | 18 (4 Wo.)        | 4      |
| Schweiz (IFPI)                 | 22 (4 Wo.)        | 4      |
| Vereinigtes Königreich (OCC)   | 38 (10 Wo.)       | 10     |
| Vereinigte Staaten (Billboard) | 7 (47 Wo.)        | 47     |

### Auszeichnungen für Musikverkäufe
| Land/Region                  | Auszeichnungen für Musikverkäufe (Land/Region, Auszeichnung, Verkäufe) | Verkäufe  |
| ---------------------------- | ---------------------------------------------------------------------- | --------- |
| Australien (ARIA)            | 5× Platin                                                              | 350.000   |
| Kanada (MC)                  | 2× Platin                                                              | 200.000   |
| Neuseeland (RMNZ)            | Gold                                                                   | 10.000    |
| Vereinigte Staaten (RIAA)    | 2× Platin                                                              | 2.000.000 |
| Vereinigtes Königreich (BPI) | Silber                                                                 | 60.000    |
| Insgesamt                    | 1× Silber · 1× Gold · 9× Platin ·                                      | 2.620.000 |

Hauptartikel: Billy Joel/Auszeichnungen für Musikverkäufe